# روزلين فيليون
روزلين فيليون (من مواليد 3 يوليو 1987) لاعبة غطس كندية تتنافس في الحدث المتزامن الذي يبلغ طوله 10 أمتار مع مياكان بينيتو. فازت فيليون مرتين بالميدالية البرونزية الأولمبية في حدث تزامن منصة 10 أمتار: في الألعاب الأولمبية الصيفية 2012 في لندن والألعاب الأولمبية الصيفية 2016 في ريو دي جانيرو. كما فازت برونزية في بطولة العالم للألعاب المائية وألعاب الكومنولث.

## روابط خارجية
- روزلين فيليون على موقع الاتحاد الدولي للسباحة (الإنجليزية)
- روزلين فيليون على موقع قاعدة بيانات الغوص IAT (الألمانية)
- روزلين فيليون على موقع اللجنة الأولمبية الدولية (الإنجليزية)
- روزلين فيليون على موقع أوليمبيديا (الإنجليزية)
- روزلين فيليون على موقع اللجنة الأولمبية الكندية (الإنجليزية)
- روزلين فيليون على موقع اتحاد ألعاب الكومنولث (مؤرشف) (الإنجليزية)
- روزلين فيليون على موقع دورة ألعاب الكومنولث 2006 (مؤرشف) (الإنجليزية)